# 서도초등학교 (충남)
서도초등학교는 대한민국 충청남도 서천군에 있는 공립 초등학교이다.

## 학교 연혁
- 1962년 7월 15일: 서면국민학교 도둔분교장 설립
- 1964년 4월 1일: 서도국민학교 개교

## 참고 자료
- 서도초등학교 - 한국교육학술정보원 학교알리미